# Equals (film)
Equals è un film del 2015 diretto da Drake Doremus. 
È un film di fantascienza romantico, prodotto da Ridley Scott, ambientato in un futuro distopico con protagonisti Nicholas Hoult, Kristen Stewart, Guy Pearce, Jacki Weaver e Bel Powley.
Il film è stato presentato in anteprima al Festival di Venezia 2015, oltre che al Toronto International Film Festival.

## Trama
In una futura società distopica chiamata "Collettivo" ("Collective" in originale) vivono gli "eguali" ("Equals" in originale), esseri umani di ogni età (specialmente giovani), incapaci di provare sentimenti, una caratteristica ottenuta attraverso esperimenti genetici al fine di realizzare una società stabile e non violenta e creare un equilibrio di convivenza perfetto tra tutti gli esseri umani. Una nuova malattia, nota come SOS ("Switched On Syndrome", ovvero "sindrome da eccitazione") risveglia emozioni dimenticate, infondendo l'amore, la depressione, la sensibilità e la paura. Chi contrae questa malattia viene allontanato dalla società, ufficialmente rinchiuso in un "centro di recupero per il disturbo emotivo neuropatologico" noto come DEN (da "Defective Emotional Neuropathy") e mai più rivisto, dato che è pratica abituale incentivare o assistere al suicidio dei malati.
Silas è uno degli abitanti di questa società, che si dedica, così come i suoi "concittadini", alla creazione di progetti futuristici e allo studio di tante, ma unicamente materie di carattere scientifico (che non comportano quindi la presenza di emozioni ma prevedono totale apatia).
Ogni "impiegato" ha la propria postazione ben differenziata, distanziata e moderna, ed un proprio appartamento. Durante una riunione di lavoro, Silas conosce un'altra eguale della sua stessa età, molto intelligente e bella: Nia. I due, dopo diverse chiacchierate inizialmente "fredde" ed il comune tentativo di resistere ai propri sentimenti, si lasciano andare alla passione, che però, nella loro società, è proibita e, di conseguenza, costringe i due innamorati a vivere sulla loro pelle il dramma generato da un amore proibito.
Nia e Silas si impegnano a non mostrare a nessun altro la propria relazione, ed iniziano anche a frequentare, all'oscuro di tutti, un gruppo di supporto "clandestino" dove malati di SOS di tutte le età raccontano le proprie esperienze sentimentali: qui i due ragazzi conoscono Jonas, una sentinella del centro, e Bess, saggia e anziana dottoressa della clinica per malati di SOS.
Tutto sembra andare piuttosto bene… finché la ragazza non viene chiamata, data la sua età di 25 anni, per il cosiddetto "servizio di concepimento", ovviamente tramite fecondazione in vitro e senza alcun rapporto fisico: Nia qui si scopre già incinta, e quindi gravemente in pericolo. La ragazza viene immediatamente mandata, per essere "curata", in una clinica molto simile ad un carcere per via delle vere e proprie "celle" in cui vengono rinchiusi i malati, dove soffre molto la totale solitudine e si ribella alle sentinelle che le vogliono iniettare la "cura".
Una notte Bess, dottoressa della clinica, si reca nella stanza dove Nia, priva di sensi, sta vedendo sedata, e la porta fuori dalla clinica ridandole la libertà, poiché anch'ella aveva l'età della ragazza quando contrasse l'SOS, e comprende quanto sia difficile da "domare". Prima di uscire, però, Bess, per coprire l'evasione, inverte l'identità di Nia con quella di un'altra ragazza, Eva, da poco suicidatasi nella sua cella asfissiandosi con un sacchetto di plastica.
Silas intanto, da quando ha visto delle sentinelle prendere Nia per portarla nella clinica, è molto preoccupato: perciò giunge al cancello della clinica dove crede sia lei, e apprende da una sentinella (ignara del piano di fuga di Bess e Nia) che la ragazza si è suicidata, perché controllando sotto al nome "Nia" e non "Eva", nome attuale di Nia. Il ragazzo, anch'egli all'oscuro di tutto, è disperato e, trovandosi solo senza la sua amata, pensa anch'egli di procurarsi deliberatamente la morte.
Finalmente di nuovo libera, nel frattempo, Nia (la nuova "Eva") si mette a cercare Silas, ma non lo trova né nel suo appartamento né nella sua postazione di lavoro; lo aspetta a casa sua e, una notte, finalmente egli torna, scoprendosi ancora vivo ma con un chip al collo (segno della vaccinazione per la cura dell'SOS) e per questo spossato e imbambolato. Lei però non si dà per vinta e gli promette che l'indomani lei e lui prenderanno un treno e partiranno per la "Penisola", territorio più vicino al Collettivo in cui però vige una società normale, e perciò che permette di esprimere liberamente i sentimenti.
Infatti, il giorno seguente sul treno, Nia è ancora incinta ma in lacrime nel vedere il ragazzo in stato di apatia, e Silas, nonostante la cura abbia agito su di lui annebbiandogli le emozioni, le si avvicina, incominciando nuovamente a ricordare il suo amore per la ragazza. I due si prendono per mano e guardano fuori dal finestrino, pronti a incominciare una nuova vita in tre.

## Produzione

### Sviluppo
Già nell'ottobre del 2013, la Scott Free Productions ha annunciato di star lavorando ad un nuovo film, con Drake Doremus che l'avrebbe diretto, e con Kristen Stewart e Nicholas Hoult come protagonisti.
Nel giugno dell'anno seguente, Guy Pearce si è unito al cast del film, rivelando anche che la produzione esecutiva del film era stata affidata a Ridley Scott; a luglio, anche Aurora Perrineau e Jacki Weaver hanno preso parte al cast secondario del film.
Inizialmente, il progetto, e quindi la produzione del film erano stati avviati presso l'Indian Paintbrush.

### Riprese
Il regista Doremus, i due protagonisti Stewart e Hoult, e il produttore Ridley Scott hanno partecipato a una conferenza stampa a Tokyo, il 2 agosto 2014, per annunciare il vero e proprio inizio delle riprese del film: infatti queste sono iniziate in Giappone il 4 agosto di quell'anno, e sono proseguite fino al 28 agosto, dopodiché la produzione si è spostata a Singapore per le successive 3 settimane. Le riprese sono terminate nell'isola il 26 settembre dello stesso anno.

### Controversie
Nell'agosto del 2016, Abby O'Sullivan, costumista del film, ha protestato dicendo di non dover condividere il merito del lavoro con Alana Morshead, la compagna di Doremus, che in precedenza aveva lavorato come attrice e stilista e che, come ha affermato la O'Sullivan, non era coinvolta nei compiti di produzione e "non ha fatto neanche un centesimo del lavoro che ho fatto io", accusandola perciò di plagio.

## Promozione
Già nel settembre 2014 sono diffuse le prime immagini del film, mentre la prima clip è stata distribuita l'anno seguente.

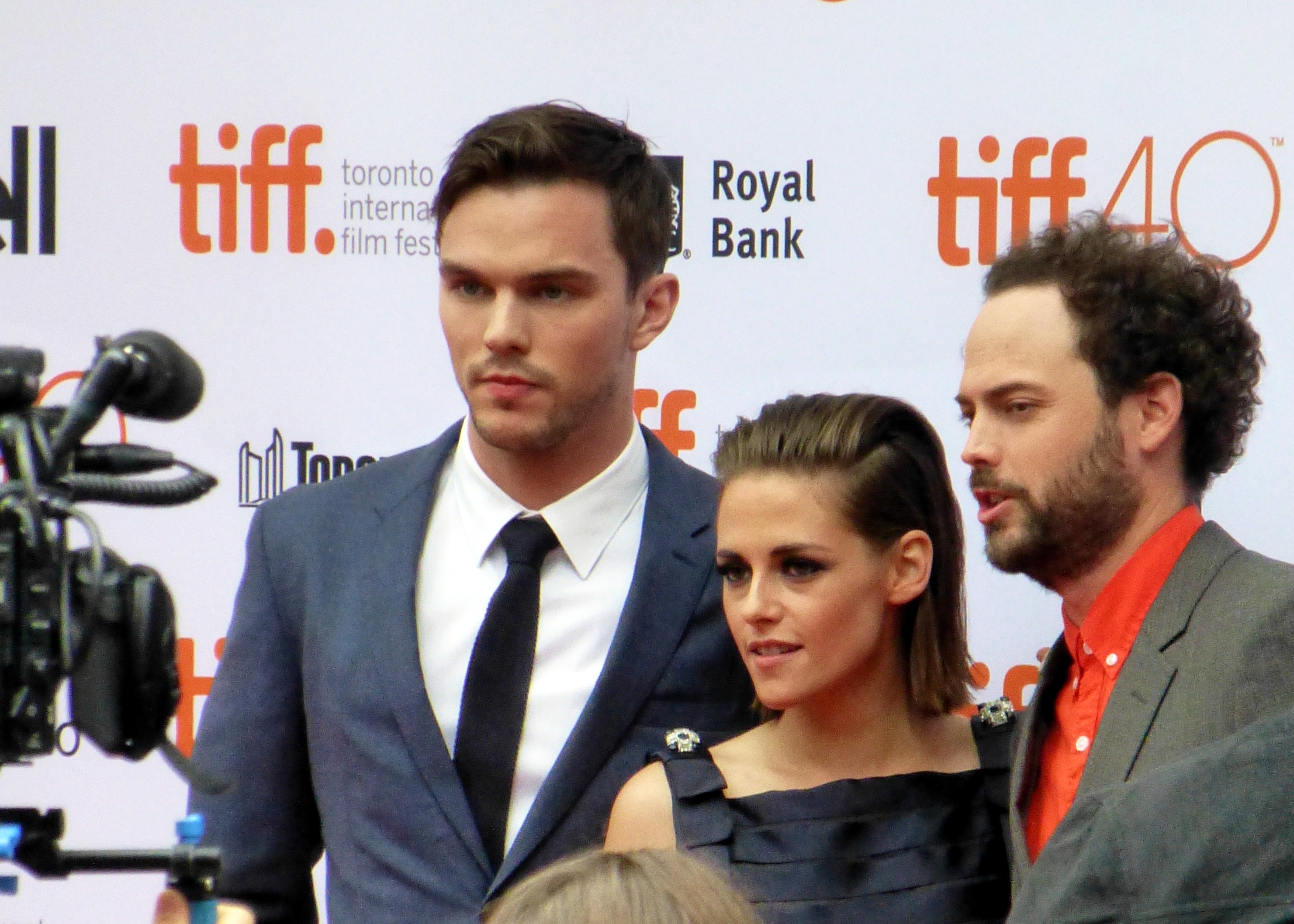
Nicholas Hoult, Kristen Stewart e Drake Doremus al Toronto International Film Festival nel 2015

### Tagline promozionali
- «Find your equal»
  - «Trova il tuo eguale»
- «An updated cinematic version of 1984 by George Orwell.»
  - «Una nuova versione cinematografica di 1984 di George Orwell.»
- «In the future when human is emotionless, the only crime is... love.»
  - «In un futuro in cui l'umanità è senza emozioni, l'unico crimine è... l'amore.»[12]

## Distribuzione
Il film ha avuto la sua anteprima mondiale nella 72ª Mostra internazionale d'arte cinematografica di Venezia, dove ha gareggiato per il Leone d'oro al miglior film, il 5 settembre 2015. La première nordamericana si è tenuta invece al Toronto International Film Festival 2015, mentre nelle sale cinematografiche italiane il film è uscito il 4 agosto 2016.
Equals ha anche gareggiato ed è stato venduto dalla sezione Marché du Film durante il Festival di Cannes 2015.
Infine, il 16 ottobre 2015, è stato annunciato che A24, assieme a Direct Cinema, aveva acquisito i diritti di distribuzione del film: esso è uscito su Direct Cinema il 26 maggio dell'anno successivo, prima di essere distribuito in versione limitata il 15 luglio 2016.

## Accoglienza

### Incassi
Nella sua prima settimana di apertura in America del Nord, al 17 luglio 2016 il film ha incassato 29 mila dollari; tra Stati Uniti e Canada il film ha ricevuto circa $ 33 mila, per un totale mondiale di soli 3 milioni di dollari, contro un budget di circa 16 milioni.

### Critica
Fin dalla sua anteprima a Venezia, il film ha ricevuto recensioni contrastanti da parte della critica. Sul sito web Rotten Tomatoes, il film riceve il 36% delle recensioni professionali positive, con un voto medio di 5,2/10, basato su 83 recensioni; il consenso critico del sito recita: "Equals è un piacere per gli occhi, ma la sua estetica futuristica non è sufficiente per compensare il suo ritmo faticoso e la sua storia senza meta".
Su Metacritic il film ottiene un punteggio medio ponderato di 43 su 100, basato su 27 critiche, indicando "recensioni contrastanti o nella media".
Per Variety, Peter Debruge, valutando positivamente il film, ne ha scritto a proposito: "Kristen Stewart e Nicholas Hoult interpretano due cittadini che vivono in un futuro privo di emozioni, e che lottano per capire se l'attrazione che provano l'uno per l'altra sia sbagliata… in questa storia d'amore fantascientifica e 'alla moda', anche se semplicistica."
Il sito IndieWire ha assegnato al film un voto corrispondente ad una C-, aggiungendo che "forse la vera meraviglia, nonché mistero del film potrebbe essere il fatto che è assurdo che qualcosa di così abbagliante e bianco possa essere così noioso".

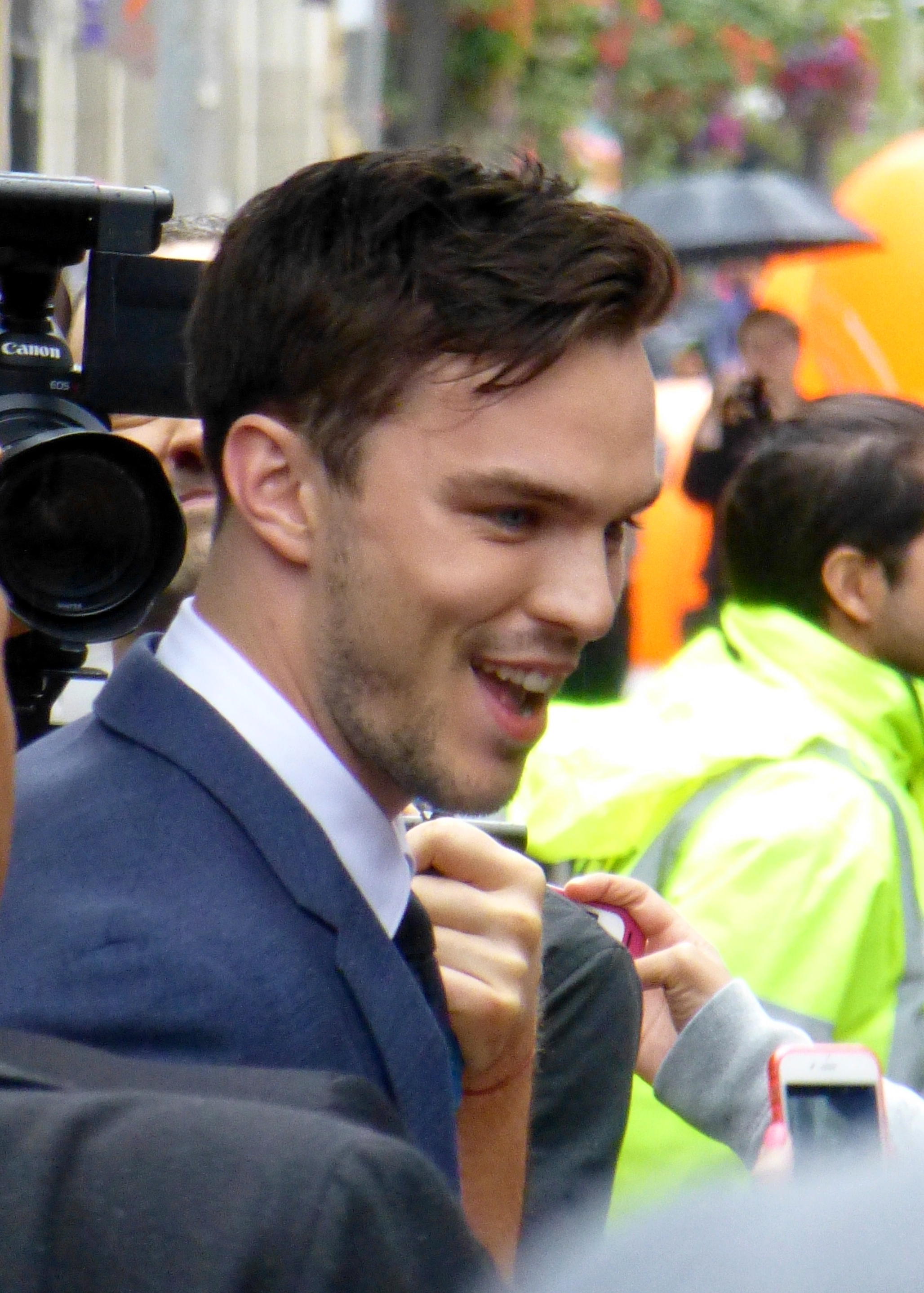
Nicholas Hoult durante la premiere del film a Toronto

## Riconoscimenti
- 2015 - Festival di Venezia[24]
  - Candidatura per il Leone d'oro al miglior film a Drake Doremus e Ridley Scott
  - Candidatura per il Green Drop Award a Drake Doremus
  - Candidatura per il Gran Premio della Giuria a Drake Doremus
- 2015 - Toronto International Film Festival[25]
  - Miglior colonna sonora a Dustin O'Halloran e Apparat
- 2016 - Golden Trailer Awards
  - Candidatura per il Best Romance a Kristen Stewart e Nicholas Hoult[26]

## Curiosità
- Per creare più connessione tra loro per poi interpretare 2 amanti, il primo giorno sul set, Kristen Stewart e Nicholas Hoult sono andati a fare skateboard alle 4 del mattino poche ore prima di iniziare le riprese.[27]
- Il regista Drake Doremus aveva fin da subito pensato a Nicholas Hoult e Kristen Stewart come protagonisti, ma solamente insieme: infatti, se uno dei due non fosse entrato nel cast del film, nessuno dei due ci sarebbe stato.
- Anche Jennifer Lawrence aveva intenzione di interpretare la protagonista Nia, avendo in precedenza letto la sceneggiatura con il co-protagonista Nicholas Hoult e avendola apprezzata molto: alla fine ha deciso però di non unirsi al cast, dichiarando di detestare il genere della fantascienza. Inoltre la Lawrence aveva già lavorato con Drake Doremus, nel film, da lui diretto, Like Crazy (2011).[28][29]